# 于萝·彼得森
于萝·彼得森（挪威語：Guro Pettersen；1991年8月22日—），挪威女子职业足球运动员，司职守门员，目前效力于云达不来梅体育俱乐部和挪威国家女子足球队。她曾代表挪威参加2022年欧洲女子足球锦标赛和2023年国际足联女子世界杯等多场国际赛事。